# Egon Reuer
Egon Reuer (* 21. Oktober 1925 in Paternion, Kärnten; † 5. September 2004 in Kenia) war ein österreichischer Humanbiologe.

## Leben
Als Sohn eines Tierarztes wurde Reuer noch als Schüler zum Heer eingezogen. Er erlitt eine Verwundung und war Kriegsgefangener. Nachdem er 1949 mit Auszeichnung maturiert hatte, studierte er an der Universität Wien Zoologie und Botanik. 1952 wechselte er zur Anthropologie. 1954 wurde er im Corps Hansea Wien recipiert. Mit einer Doktorarbeit bei Josef Weninger wurde er 1957 promoviert. Nach vier Jahren auf einer Halbtagsstelle als wissenschaftliche Hilfskraft wurde er 1962 planmäßiger Assistent. 1972 habilitierte er sich. Als Nachfolger von Gottfried Kurth kam er 1978 auf den Lehrstuhl der Naturwissenschaftlichen Fakultät der Technischen Universität Braunschweig. Mit Paul Eberle betrieb er die Einbeziehung der Humangenetik in sein Fach.
1990 wurde er emeritiert.